# Theodor Storm
Hans Theodor Woldsen Storm, nemški pisatelj in lirik, * 14. september 1817, Husum, † 4. julij 1888, Hanerau-Hademarschen.
Storm, po poklicu pravnik, je bil pomemben avtor nemškega realizma s severno nemškim pridihom.

## Življenje in delo
Otroštvo, mladost in študij
Hans Theodor Woldsen Storm je bil prvi otrok Johanna Casimirja Storma in njegove žene hčere patricijev, Lucie Woldsen. Od leta 1826 do 1835 je obiskoval šolo učenjakov v Husumerju in kasneje tri semestre gimnazijo Katarineum v Lübecku.
Kot 16-letnik je pisal svoje prve pesmi, ki so podoživljale popularno poezijo tedenskega lista (Wochenblattpoesie); v šoli se je naučil posnemanja antične poezije in kmalu za tem začel pisati svoja prva prozna besedila. Štiri pesmi in nekaj novinarskih del je bilo tiskanih v časopisoma Hunsumer Wochenblatt in Dithmarscher und Eiderstedter Boten.
V Lübecku je spoznal Ferdinanda Röseja, ki ga je spoznal s sodobno literaturo. Intenzivno se je ukvarjal z Goethejevim Faustom, Heinejevo Knjigo pesmi in Eichendorffovo prozo in liriko. Na univerzi v Kielu je študiral pravo. Leta 1837 je postal član mladinskega društva Albertina v Kielu in Berlinu.
S Theodorjem in Tychojem Mommsenom je sestavil zbirko pesmi, pravljice in pripovedke Schleswig-Holsteina.
Leta 1843 je skupaj z bratoma Mommsen izdal Pesmarico treh prijateljev.

### Vrnitev v Husum
Leta 1843 se je vrnil v svoje rodno mesto Husum in odprl odvetniško pisarno. Leta 1846 se je poročil s svojo 18-letno sestrično Constanze Esmarch, s katero je imel sedem otrok. Pri zadnjem porodu je Constanze umrla. Kmalo po poroki je spoznal Dorotheo Jensen in z njo imel strastno razmerje. Kot vdovec se je kasneje z njo poročil. Zaradi političnega sovraštva do Danske mu je danski minister Friedrich Ferdinand Tillisch odvzel odvetniško pisarno.

### Čas v Potsdamu
Leta 1853 so mu v Berlinu dodelili neplačano delavno mesto na okrožnem sodišču v Potsdamu.
Takrat je izšla njegova novela Immensee, ki jo je napisal že leta 1849. Med bivanjem v Potsdamu je poročal o svojem odporu glede „pruskega potrošništva in državnem mehanizmu“ saj se je sam boril s službenimi in finančnimi težavami.
Njegov umetniški krog prijateljev v Rütliju, med katere sta med drugimi spadala Theodor Fontane in Franz Kugler, je pripomogel, da se je republikanski Storm med pruskimi konzervativneži počutil izoliranega.

### Heiligenstadt in ponovna vrnitev v Husum
Leta 1856 je bil izbran za okrožnega sodnika v thüringenskem Heiligstadtu. Po porazu Danske v nemško-danski vojni leta 1864 so ga meščani izvolili za uradnika.
Leta 1864 je umrla Constanze Storm. V kitičnem ciklusu Globoke sence „Tiefe Schatten“
je žalujoč Storm izrazil svoja globoka čustva.
Poleg pesmi, kot so „Na sivi obali ob sivem morju“ (Am grauen Strand, am grauen Meer) ali „Proti pristanišču torej leti galeb“ (Ans Haff nun fliegt die Möwe) šteje ta cikel k najbolj znanim pesmim Theodorja Storma. 
Leta 1866 se Storm poroči z 38-letno Dorotheo Jensen v Hattstedtu. Leta 1867 je bil zaradi pruske upravne reforme po aneksiji Schleswig-Holstein imenovan za svetnika. Leta 1874 je Theodor Storm izgubil očeta in leta 1878 še mamo.

### Preselitev v Henerau – Hademarschen in njegova smrt
Leta 1880 se je Storm upokojil in se preselil v Hademarschen. Aprila 1888 je izdal zadnjo novelo okvirno povest Jezdec na sercu (Der Schimmelreiter). V Hademarschenu je 4. julija 1888 umrl za rakom.
Svoje zadnje počivališče je dobil na pokopališču svetega Jürgena v Husumu.
Leta 1898 je na Stormov rojstni dan v njegov spomin Adolf Brütt postavil doprsni kip. 

### Kasnejši učinki
Theodor Storm je bil eden najpomembnejših predstavnikov »meščanskega« oz. poetičnega realizma. Poleg njegovih pesmi so predvsem novele utemeljile njegovo priljubljenost. Veliko njegovih del je še danes aktualnih. Novela Jezdec na sercu (Der Schimmelreiter) se še vedno uporablja za obvezno čtivo pri pouku nemščine. 
Mesto Husum je še vedno znano kot sivo mesto ob morju, ki je dobilo vzdevek po eni njegovih pesmi. Veliko Stormovih zgodb se dogaja v Husumu in okolici vojvodine Schleswig. Mnogo stavb, trgov in cest v Nemčiji je dobilo ime po Theodorju Stormu.
Slikarka Angelika Dering in Elisabeth Dering sta pravnukinji Theodorja Storma.

## Dela
- Mali priskutnež. (Der kleine Häwelmann). pravljica 1849
- Immensee. Novela. Berlin, Duncker 1851
- Mesto. (Die Stadt). 1852
- V siju sonca. (Im Sonnenschein). Berlin, Paetel 1854
- Pesmi. (Gedichte). Berlin, Schindler 1856
- Na državnem sodišču. (Auf dem Staatshof). 1859
- Veronica. 1861
- V graščini. (Im Schloß). Prva izdaja v: Vrtna uta (Leipzig), 1862, Št. 10-12
- Na univerzi. (Auf der Universität). Münster, Brunn 1863
- Die Regentrude. Pravljica. 1863
- Viola tricolor. Novela. 1874
- Pole Poppenspäler. Novela. Braunschweig, Westermann 1875
- Aquis submersus. Novela. Paetel, Berlin 1877
- Karsten Kurator. (Carsten Curator). Novela. Paetel, Berlin 1878
- Renata. (Renate). Novela. 1878
- Sinovi senatorja. (Die Söhne Senators). Novela. 1880
- Hans in Heinz Kirch. (Hans und Heinz Kirch). Novela. Paetel, Berlin 1883
- O kroniki Grieshuusa. (Zur Chronik von Grieshuus). Novela. Paetel, Berlin 1883-1884
- Bötjer Basch. Paetel, Berlin 1887
- Dvojnik. (Ein Doppelgänger). 1887. Filmska upodobitev z naslovom: John Glückstadt (režija: Ulf Miehe
- Bila sta kraljeva otroka. (Es waren zwei Königskinder). Berlin, Paetel 1888
- Jezdec na sércu. (Der Schimmelreiter). Novela. Berlin, Paetel 1888
- Nespečen. (Schlaflos)
- Pri svoji duši. (Ich bin mir meiner Seele)
- Hlapec Ruprecht. (Knecht Ruprecht)
- Nevihtna noč. (Sturmnacht).
- Božična pesem. (Weihnachtslied)

## Pisma
- Theodor Storm - Theodor Fontane: Briefwechsel. Krit. Ausgabe. V povezavi z družbo Theodor Storm izdal Jacob Steiner. Erich Schmidt, Berlin 1981.

## Prevodi v slovenščino
- Jezdec na sércu. (Založba tiskarne Merkur, 1936, prevedel Bogo Pregelj)
- Novele. (Immensko jezero, Aquis submersus, Kurator Karsten, Renata, Hrastovec, Hana in Heinz Kirch, Kronika gradu Peskovec, Sodar Basch). (Državna založba Slovenije, 1959, strani 439, prevedel Rudolf Kresal)